# 延年丸
延年丸（えんねんまる）は佐賀藩所属の軍艦。3檣スクーナー形の木造蒸気砲艦で、箱館湾海戦に参加した。

## 艦歴
元は1868年に香港で建造された砲艦で原名「カレドニア(Caledonia)」。
明治元年9月(1868年10月)に長崎で佐賀藩が購入し、以後は肥前、摂津、越前の間を航海した。
同年に新政府軍に徴発され、
翌年の榎本艦隊追撃に参加し、
明治2年5月11日(1869年6月20日)に青森港から箱館に到着、当日の箱館湾海戦に参加した。
その後残党掃討を行い、8月25日品海に凱旋した。
明治3年7月(1870年8月頃)に普仏戦争が勃発し、中立を守るために太政官は7月28日(新暦8月24日)に小艦隊3隊を編成、龍驤と電流丸、延年丸の3隻は中牟田武臣(龍驤乗艦)の指揮で長崎港に派遣された。
翌明治4年3月7日(1871年4月26日)に警備は解かれた。
明治4年9月(1871年10月)に新政府(兵部省)への献納の申し出があったが砲のみが献納され、船体は同年12月(1872年1月)に伊万里で売却された。
中川努「主要艦艇艦歴表」によると、その後解体された。
『幕末の蒸気船物語』によると、郵便蒸気船会社の所属となった。『日本郵船船舶100年史』によれば廻漕取扱所を経て日本国郵便蒸気船会社に移る。日本国郵便汽船会社は1875年に解散し、保有船は政府が買い上げて同年中に郵便汽船三菱会社に下げ渡しており、その中に「延年丸」も含まれる。また、その時の「延年丸」は倉庫船とされている。
1874年(明治7年)の駅逓寮所轄の艦船に延年丸の名前を見ることが出来る。
売却前は日本海軍籍であったとする資料もあるという。

## 艦長
船将
- 澤野虎六郎(種銭):函館湾海戦時[4][6]